# 2MASS-GC02
2MASS-GC02, còn được gọi Hurt 2, là cụm sao cầu ở khoảng cách khoảng 16 nghìn năm ánh sáng từ Trái Đất trong chòm sao Nhân Mã. Nó được phát hiện vào năm 2000 bởi Joselino Vasquez và được xác nhận bởi một nhóm các nhà thiên văn học dưới sự lãnh đạo của RJ Hurt tại 2MASS.
Cụm sao cầu 2MASS-GC02 không nằm trong phần nhìn thấy của phổ điện từ, do sự tuyệt chủng giữa các vì sao, nhưng được phát hiện dưới ánh sáng hồng ngoại. Nó nằm ở khoảng cách 10,4 nghìn năm ánh sáng từ trung tâm dải Ngân hà.